# Namık İsmail
Namık İsmail (Samsun, 1890-Estambul, 30 de agosto de 1935) fue un pintor impresionista turco de comienzos del siglo XX formado en Francia.

## Biografía
İsmail nació en una familia acomodada que se mudó a Estambul cuando todavía era sólo un niño. Sus padres lo inscribieron en el “Liceo Saint Benoit” una prestigiosa escuela francesa de esta gran ciudad. Influenciado por el interés de su padre en la caligrafía, recibió también clases privadas de arte de Şevket Dağ. Tras su graduación su padre decidió enviarlo a continuar sus estudios en París.

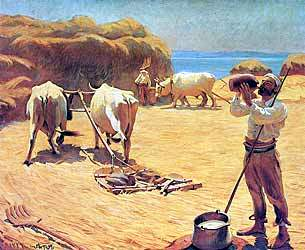
Trilla

En 1911 fue admitido en la importante Academia Julian y posteriormente encontró trabajo en el taller de Fernand Cormon aunque él prefería el trabajo de Corot y la Escuela Barbizon, en contraposición al academicismo de Cormon.
Tras unas vacaciones le fue imposible regresar a Francia porque había estallado la Primera Guerra Mundial y fue llamado a filas, sirviendo brevemente en la campaña del Caucaso y licenciado tras contraer tifus.
En 1917 pudo realizar su primera exposición en el Museo Galatasaray. Poco después fundó por fin su propio estudio en Şişli junto a İbrahim Çallı y otros artistas que serían llamados la "Generación Çallı Generation". Ese mismo año viajó a exponer en Berlín con Celal Esat Arseven y finalmente permaneció dos años en la capital alemana, trabajando con Lovis Corinth y Max Liebermann.

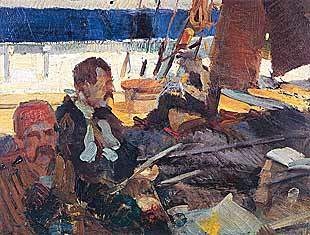
Hombres en el muelle

En 1919 regresó a Turquía y finalmente se dedicó a la docencia en la escuela secundaria de Osman Nuri Pasha. El año siguiente contrajo matrimonio con Mediha Hanım, hija del mulá Şefik Bey, de la que posteriormente se divorciaría.
Entre sus alumnos están, por ejemplo, la pintora abstracta jordana Fahrelnissa Zeid
Definitivamente renunció a su plaza de profesor para poder viajar a Italia, donde permaneció una época antes de regresar a su país y trabajar como director editorial del İleri un periódico republicano turco.
Finalmente sería nombrado subdirector del ”Sanayi-i Nefise Mektebi”, hoy en día Universidad de Mimar Sinan.
En 1925 ganó el concurso convocado por el “Ministerio turco de educación” para crear un nuevo símbolo del país, aunque posteriormente nunca sería usado.
In 1928 fue nombrado director de la academia de artes de su país, puesto que mantuvo hasta su muerte.